# Bjärrödssjön
Bjärrödssjön är en sjö i Klippans kommun i Skåne och ingår i Rönne ås huvudavrinningsområde. Sjön är 3,7 meter djup, har en yta på 0,109 kvadratkilometer och är belägen 80,1 meter över havet.

## Delavrinningsområde
Bjärrödssjön ingår i det delavrinningsområde (621516-134740) som SMHI kallar för Mynnar i Rönne å. Medelhöjden är 89 meter över havet och ytan är 41,06 kvadratkilometer. Det finns ett avrinningsområde uppströms, och räknas det in blir den ackumulerade arean 57,73 kvadratkilometer. Klingstorpabäcken som avvattnar avrinningsområdet har biflödesordning 2, vilket innebär att vattnet flödar genom totalt 2 vattendrag innan det når havet efter 61 kilometer. Avrinningsområdet består mestadels av skog (71 procent) och jordbruk (17 procent). Avrinningsområdet har 0,54 kvadratkilometer vattenytor vilket ger det en sjöprocent på 1,3 procent.